# Tomopterna cryptotis
Espèce
Synonymes
- Rana cryptotis Boulenger, 1907
- Arthroleptis agadezi Angel, 1936
- Arthroleptella ahli Deckert, 1938

Statut de conservation UICN

 LC  : Préoccupation mineure
Tomopterna cryptotis est une espèce d'amphibiens de la famille des Pyxicephalidae.

## Répartition
Cette espèce est endémique de l'Afrique. Elle se rencontre en Afrique du Sud, en Angola, au Botswana, au Cameroun, à Djibouti, en Érythrée, en Éthiopie, au Kenya, au Lesotho, au Malawi, au Mali, en Mauritanie, au Mozambique, en Namibie, au Niger, au Nigeria, en Ouganda, au Sénégal, en Somalie, au Soudan, au Soudan du Sud, au Swaziland, en Tanzanie, en Zambie et au Zimbabwe,.

## Description

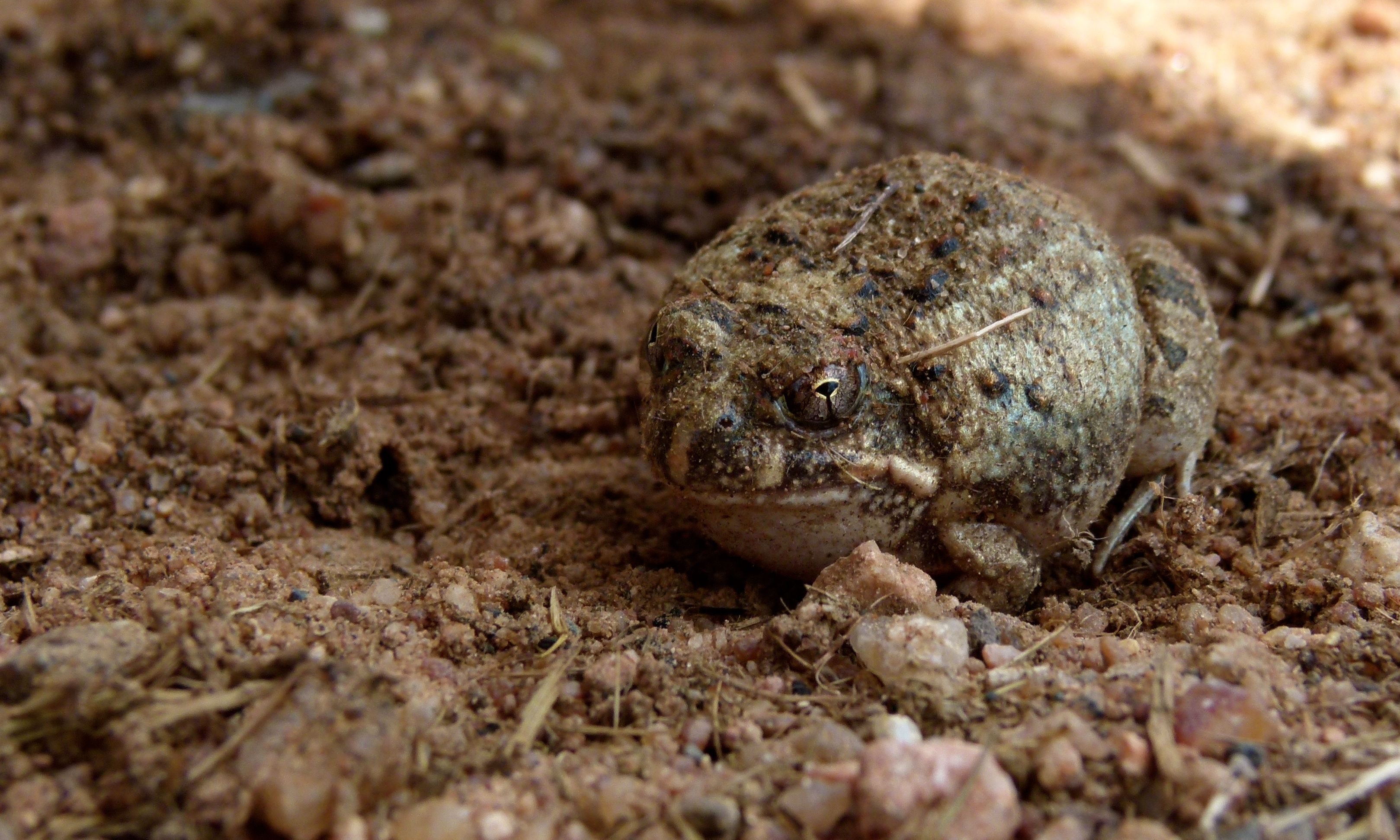
Tomopterna cryptotis (Parc national Kruger, Afrique du Sud)

Tomopterna cryptotis mesure en moyenne de 38 à 51 mm. 
La peau est lisse et très épaisse, beige ou grisâtres à brunâtre sur le dessus avec des tâches grises ou marron bordées de noir ou des réticulations disposées avec plus ou moins de symétrie. L'arrière comporte parfois des points blancs ou roses. La tête présente une barre noire interrompue entre les yeux. Une ligne vertébrale plus claire est souvent présente sur le dos,. Les cuisses présentent des marques sombres transverses qui ne forment pas de barres complètes. Son ventre est crème ou blanc. Les mâles ont une gorge noire.
La tête est courte et le museau arrondi, l'espace interorbital est plus étroit que l'espace supérieur entre les paupières. Le tympan est entièrement caché sous la peau. Les doigts sont courts et pointus avec les premiers et seconds de même taille. Les orteils sont courts et palmés sur un tiers. Les tubercules sub-articulaires des orteils sont proéminents et coniques. Les tubercules métatarsiens intérieurs, en forme de pelle et aux bords marqués, sont très grands et au moins aussi longs que l'orteil intérieur. Le métatarse présente un petit tubercule rond sur son extérieur. Le tarse présente un tubercule rond juste en dessous de l'articulation tibio-tarsienne. L'articulation tarso-métatarsal atteint l'œil.
Le dessous de la langue est faiblement entaillé et les dents vomériennes sont disposées en deux groupes obliques entre les choanes.
Tomopterna cryptotis est proche de Tomopterna delalandii dont il se distingue par le tympan caché et le tubercule tarsal.

## Publication originale
- Boulenger, 1907 : Description of a new Frog discovered by Dr. W. J. Ansorge in Mossamedes, Angola. Annals and Magazine of Natural History, sér. 7, vol. 20, p. 109 (texte intégral).